# Łukasz Zawada
Łukasz Zawada (ur. 13 września 1984 w Radomiu) – polski pisarz.

## Życiorys
Ukończył w 2010 Wydział Polonistyki Uniwersytetu Warszawskiego. W styczniu 2018 ukazał się jego debiut literacki Fragmenty dziennika SI (Wydawnictwo Nisza). W twórczości prozatorskiej łączy artystyczną fikcję z elementami nauk ścisłych i popkultury. Był nominowany do nagrody Paszport „Polityki” 2018 w dziedzinie literatury. Fragmenty dziennika SI znalazły się w zestawieniu Najlepszych polskich książek 2018 według „Polityki”, w TOP10 2018 według Kurzojady.pl oraz portalu dwutygodnik, a także otrzymały nominację do Nagrody Literackiej im. Witolda Gombrowicza 2019 i do Nagrody Conrada 2019.

## Twórczość
- Łukasz Zawada, Fragmenty dziennika SI, Warszawa: Wydawnictwo Nisza, 2018, ISBN 978-83-62795-66-6.
- Yui Akiyama, Cyryl Polaczek, Łukasz Zawada, Komunikacja ze wszystkim, co jest[10], Warszawa: Fundacja Stefana Gierowskiego, 2018, ISBN 978-83-941091-3-4.
- Łukasz Zawada, Wydatki, Warszawa: Wydawnictwo Filtry, 2021
- Karolina Jabłońska, Tomasz Kręcicki, Cyryl Polaczek, Łukasz Zawada, Potencja. Słownik symboli[11], Zielona Góra: BWA Zielona Góra, 2021